# Kojanivka
Kokhanivka  (ucraniano: Коханівка) es una localidad del Raión de Podilsk en el Óblast de Odesa de Ucrania. Según el censo de 2001, tiene una población de 616 habitantes.